# Генедієла Гайма
Генедієла Гайма (Hennediella heimii) — вид листостеблових мохів родини потієві (Pottiaceae).

## Поширення
Рослина має досить великий ареал та зустрічається на всіх материках. В Україні рідкісний вид — відомо два достовірних місцезростання: околиці міста Кам'янка Черкаської області та село Межиріччя Сокальського району Львівської області.

## Морфологія
Дернинки до 1 см заввишки, темно-зелені або коричневі. Стебла прості або розгалужені. Нижні листки широколанцетні, верхні — видовженояйцеподібні з пласкими, облямованими краями. Однодомна рослина. Коробочка на пурпуровій ніжці, прямостояча, довгастояйцеподібна. Розмножується спорами.

## Умови місцезростання
У Черкаській області рослина зростає на гранітних скелях вздовж річки Тясмин у місцях виходу карбонатних ґрунтових вод та ділянках з мулистими засоленими ґрунтами. Росте невеликими дернинками поміж інших мохів.

## Охорона
Вид занесений до Червоної книги України зі статусом «Рідкісний». Охороняється на території пам'ятки природи місцевого значення «Тясминський каньйон» (Черкаський район Черкаської області), яка входить до складу Кам'янського історико-культурного заповідника. Необхідно контролювати стан популяцій, створювати нові природно-заповідні території в місцях зростання виду.